# Royal Philharmonic Orchestra
L’Orchestre philharmonique royal ou Royal Philharmonic Orchestra (RPO) en anglais, est un orchestre symphonique londonien parfois appelé « Britain's national orchestra » (orchestre national de Grande-Bretagne).

## Historique
Fondé en 1946 par le chef d'orchestre Thomas Beecham, il donne son premier concert à Croydon le 15 septembre 1946.
Beecham en restera le chef principal jusqu'à sa mort en 1961. Il est remplacé par son assistant Rudolf Kempe, qui sera ensuite nommé chef à vie en 1970. De grands noms comme Antal Doráti, André Previn ou Vladimir Ashkenazy ont assuré la direction musicale de l'orchestre avant que Daniele Gatti ne reprenne le poste en 1996. Vassili Petrenko en est le directeur musical actuel depuis 2021.
L'orchestre a réalisé une tournée à travers les États-Unis en 1950, devenant ainsi le second orchestre britannique en tournée sur le territoire américain depuis l'Orchestre symphonique de Londres en 1912.
Outre des musiques de film, l'orchestre a enregistré des arrangements orchestraux de groupes comme Pink Floyd, Queen, The Police, ABBA, Deep Purple, Mike Oldfield et Def Leppard.
Le compositeur indien de musique de film Ilayaraaja a composé une symphonie pour l'Orchestre philharmonique royal.

## Chefs principaux / Directeurs musicaux
(octobre 2023).
- Thomas Beecham (1946-1961)
- Rudolf Kempe (1962-1975)
- Antal Doráti (1975-1978)
- Walter Weller (1980-1985)
- André Previn (1985-1992)
- Vladimir Ashkenazy (1987-1994)
- Daniele Gatti (1996-2009)
- Charles Dutoit (2009-2018)
- Vassili Petrenko (depuis 2021)